# Albert Maier (Pädagoge)
Albert Maier (* 22. März 1873 in Weil; † 14. Juni 1961 in Köln) war ein deutscher Schulleiter in Köln, der 1933 auf der Grundlage des antidemokratischen und antisemitischen „Gesetzes zur Wiederherstellung des Berufsbeamtentums“ entlassen wurde.
Nach dem Abitur in Konstanz 1893 studierte Maier Geschichte, Deutsch, Philosophie und Erdkunde in Heidelberg. 1898 legte er dort das praktische Jahr ab, leistete 1899 seinen Wehrdienst und unterrichtete am Gymnasium in Vechta und in Ettenheim, Beuthen, Essen, Köln-Nippes (1907–1920) und als Schulleiter des Schiller-Gymnasium Köln ab 1920 in Köln-Ehrenfeld bis 1933. 1909 promovierte er in Freiburg im Breisgau, 1912 wurde er zum Gymnasialprofessor charakterisiert.
Maier war im Kölner Stadtrat Mitglied für die Zentrumspartei von 1911 bis 1924. 1917 deutete der Hauptmann d. R. in einem Aufsatz den katholischen, antipreußischen Joseph Görres als einen „ans Geniale“ grenzenden politischen Denker, „einen der Großen und Größten“. Sein Schulgeschichtsbuch, das er mit dem Osnabrücker Ludwig Schirmeyer 1926 vorlegte, der Maier-Schirmeyer, war eines der wenigen republikfreundlichen in der Weimarer Republik. Im September 1933 musste er den Schuldienst quittieren, auch weil seine Ehefrau eine Jüdin war (Ruhestand April 1934). Zwangsweise überarbeiteten neue NS-getreue Bearbeiter wie Wilhelm Hack, Walther Hohmann und Wilhelm Schiefer das verbreitete Geschichtsbuch. Nach 1945 publizierte er u. a. über den katholisch-konservativen Denker Donoso Cortes und schloss sich der antidemokratischen Abendländischen Bewegung an.
Maier hatte 1904 Else Josephine Neuländer in Breslau geheiratet. Er starb im Alter von 88 Jahren in seiner Wohnung in Köln-Marienburg.

## Schriften
- Das Wiederaufleben von „Fehde“ im 18. Jahrhundert. In: Kluges Zeitschrift für deutsche Wortforschung. Jahrg. 1908
- Das Glossar zu den Märlein des Mylius. Ein wortgeschichtlicher Kommentar, Bonn 1909 [= Dissertation Freiburg/Br. 1909]
- Joseph Görres und der Ewigkeitswert seiner politischen Sendung, in: Morgenrot (April 1917), S. 205–225
- Die erzieherische Bedeutung der künstlerischen Ausgestaltung des Schulhauses, Programm Köln-Nippes 1911
- mit Ludwig Schirmeyer: Lehrbuch der Geschichte für höhere Schulen, Diesterweg 1926 u.ö.
- Donoso Cortés im Schrifttum der Deutschen, in: Hochland, 48. Jahrg. 1940/41 (Nov. 1940) S. 66–77
- Donoso Cortes. Staatsmann und Christ, in: Neues Abendland, 1948, S. 305–309
- (Hrsg.) von Donoso Cortes, Juan: Briefe, parlamentarische Reden und diplomatische Berichte aus den letzten Jahren eines Lebens (1849-53), Bachem, Köln 1950
- (Übersetzer und Bearbeiter) Marcello Zanetti: Venedig und Venetien, 2. Aufl., Peregrinus, Starnberg 1952

## Einzelbelege
1. 1 2  Sterbeurkunde Nr. 1070 vom 15. Juni 1961, Standesamt Köln Altstadt. In: LAV NRW R Personenstandsregister. Abgerufen am 3. Juni 2018.
2. ↑  Stefan Fuchs: „Vom Segen des Krieges“: katholische Gebildete im Ersten Weltkrieg: eine Studie zur Kriegsdeutung im akademischen Katholizismus, Steiner, Stuttgart 2004, S. 147, Anm. 674 online  Maier beschreibt sich 1917 als „z. Z. als Hauptmann im Felde“ und sagt, erst mit dem „entsetzlichen Leichenfeld“ im Weltkrieg sei die Stunde gekommen, Görres zu verstehen.
3. ↑  Agnes Blänsdorf: Lehrwerke für Geschichtsunterricht an Höheren Schulen 1933-1945, in: H. Lehmann, O. Oexle u. a.: Nationalsozialismus in den Kulturwissenschaften. Fächer, Milieus, Karrieren, Bd. 1, Göttingen 2004, S. 314ff
4. ↑  Axel Schildt: Zwischen Abendland und Amerika: Studien zur westdeutschen Ideenlandschaft der 50er Jahre, München 1999, S. 44 google-online

| Personendaten    | Personendaten                   |
| ---------------- | ------------------------------- |
| NAME             | Maier, Albert                   |
| KURZBESCHREIBUNG | deutscher Schulleiter und Autor |
| GEBURTSDATUM     | 22. März 1873                   |
| GEBURTSORT       | Weil                            |
| STERBEDATUM      | 14. Juni 1961                   |
| STERBEORT        | Köln                            |